# Agoraea strigata
Agoraea strigata là một loài bướm đêm thuộc phân họ Arctiinae, họ Erebidae.